# 阿莉莎·托马斯
阿莉莎·托马斯（英語：Alyssa Thomas，1992年4月12日—），美国女子篮球运动员，2012年世界三對三籃球錦標賽女子金牌得主、2022年女子世界盃籃球賽金牌得主、2024年夏季奥林匹克运动会女子金牌得主。

## 外部連接
- 阿莉萨·托马斯在fiba.basketball（英语）
- 阿莉萨·托马斯在WNBA（英语）
- 阿莉萨·托马斯在Basketball-Reference.com（WNBA）（英语）
- 阿莉萨·托马斯在Sports-Reference.com（NCAA）（英语）
- 阿莉萨·托马斯在Eurobasket.com（球員）（英语）
- 阿莉萨·托马斯在Proballers（英语）